# Повені на Балканах (2014)

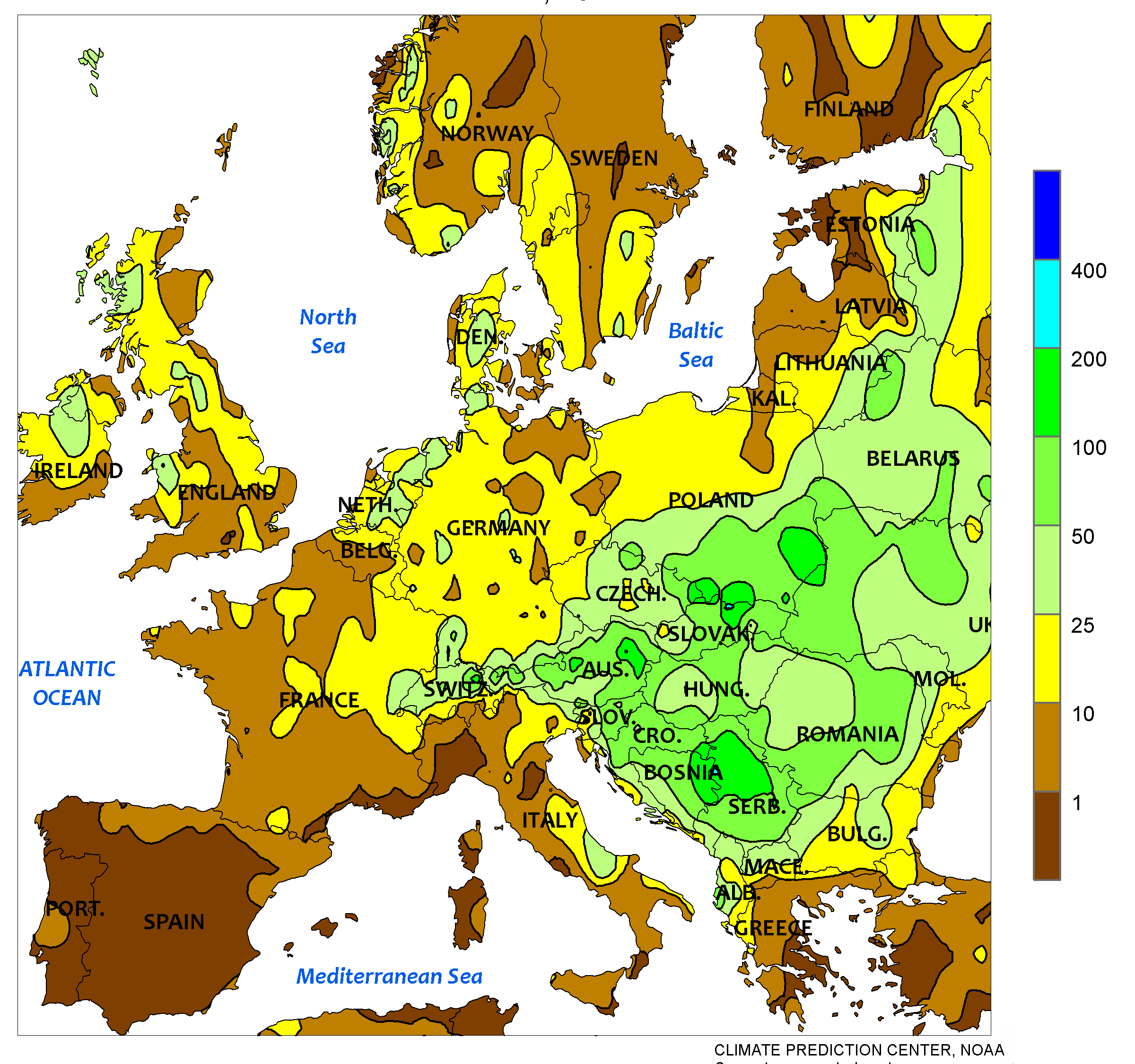
Загальна кількість опадів між 11 і 17 травня

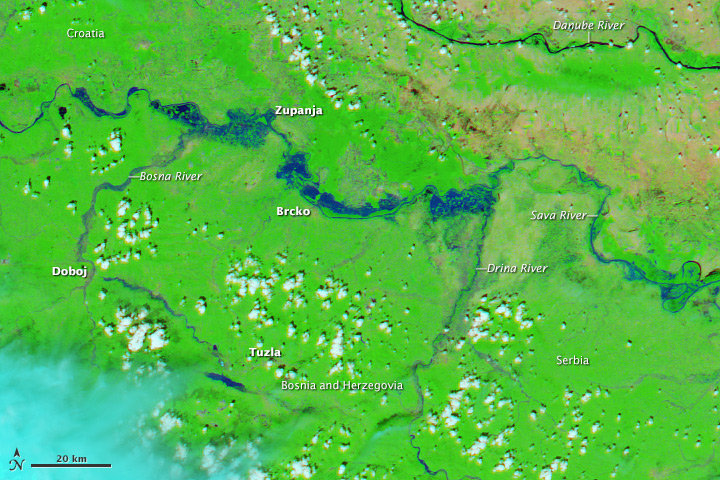
Потужні повені на Балканах, які видно за допомогою сканувального спектрорадіометра середньої роздільності (MODIS) на супутнику NASA «Aqua», 19 травня 2014.

Постраждалі райони у Боснії і Герцеговині, Сербії та Хорватії:
Найбільш постраждалі райони
Постраждалі якоюсь мірою

У проміжку з 13 по 18 травня 2014 року велику частину Південно-Східної та Центральної Європи охопив циклон під назвами «Тамара» та «Івета», спричиняючи повені та зсуви. Найбільшого збитку зазнали Сербія та Боснія і Герцеговина, оскільки опади дощу, який там пройшов, виявилися найбільшими за 120 років метеоспостережень. Станом на 20 травня, внаслідок повені загинуло щонайменше 62 людини, а сотні тисяч були змушені покинути свої домівки. Найбільше жертв трапилося в містах Обреноваць (передмістя Белграда) у Сербії та Добой у Боснії та Герцеговині після того, як у прилеглих до цих міст річках вода піднялася на кілька метрів, затопивши їх.
Повені спричинили понад 2000 зсувів по всьому Балканському регіону, наробивши шкоди у багатьох містах і селах. Дощі породили бурхливі потоки й селі, а згодом піднявся рівень кількох річок у вододілах Сави та Морави, які затопили навколишні долини. Офіційні оцінки засвідчують, що після тижня повені в Сербії та Боснії постраждали понад 1,6 мільйона людей.
Оцінка збитку для Сербії, Боснії та Герцеговини сягнула 3,5 млрд євро. Збитки Сербії, за спільною оцінкою ЄС, групи Світового банку та співробітників ООН, становлять 1,55 млрд євро. Урядовці Боснії та Герцеговини заявили, що ця шкода може перевищувати збитки від Боснійської війни. Такі події запустили велику міжнародну кампанію допомоги, у рамках якої чимало країн, організацій та фізичних осіб надали безоплатну гуманітарну, матеріальну та грошову підтримку потерпілим районам.

## Історія
Унаслідок проникнення полярного повітря з Центральної Європи в Середземноморський басейн 13 травня над Адріатичним морем утворилася зона низького тиску. Холодні полярні повітряні маси зустрілися з вологим субтропічним повітрям, що привело до дуже низького тиску. 14 травня область низького тиску переміщувалася над Балканами, де і зупинилася. Внаслідок цього в регіоні випав надзвичайно проливний дощ. Від нього найбільше постраждали Сербія (в районі Белграда) та Боснія. Сербські та боснійські метеорологи назвали сформований циклон «Тамара». 15 травня денна кількість опадів побила історичний рекорд у Белграді (107,9 мм), Валєво (108,2 мм) та Лозниці (110 мм). Станом на 15 травня, місячна кількість опадів у Белграді подолала історичну планку (175 л у 1897 р.), досягнувши 205 л. До суботи, 17 травня, дощ послабшав, а погода поступово стала теплішою і сонячнішою, дещо полегшивши роботи з надання допомоги та порятунку. 18 травня циклон посунув далі на північний захід.
Основним районом повені був вододіл річки Сава, яка утворює кордон між Боснією та Хорватією, заходить на територію Сербії та впадає в Дунай у межах Белграда. У середу 14 травня сильна злива спричинила в гірських районах паводкові потоки, які руйнували мости та інфраструктуру і викликали численні зсуви. Найзгубніший вплив справила негода в четвер, 15 травня, коли рівень води у кількох правобережних притоках Сави раптово та некеровано піднявся з небаченою швидкістю, затопивши міста, що лежали в долинах. Річка Босна в центральній частині Боснії повністю затопила міста Добой, Маглай, Завидовичі і Шамац, а річка Колубара біля Белграда залила Обреноваць (передмістя Белграда) — на ці міста припала найбільша частка жертв. Згодом сама Сава піднялася до рекордно високої поділки, загрожуючи містам Славонський Брод, Шабаць і Сремська Митровиця та численним селам, але збиток був відносно незначним, оскільки населення, з допомогою армії та волонтерів, посилило протипаводковий захист. Тим не менше, греблі у декількох місцях не встояли.
Сильні зливи в регіоні також відзначалися 3 та 4 травня, зачепивши Румунію, Італію та Боснію. Ця подія не призвела до істотних збитків, але залишила по собі кілька випадків повені та підвищень рівня води у річках. У деяких місцевостях Боснії місцеві органи влади оголосили надзвичайний стан.

## Наслідки

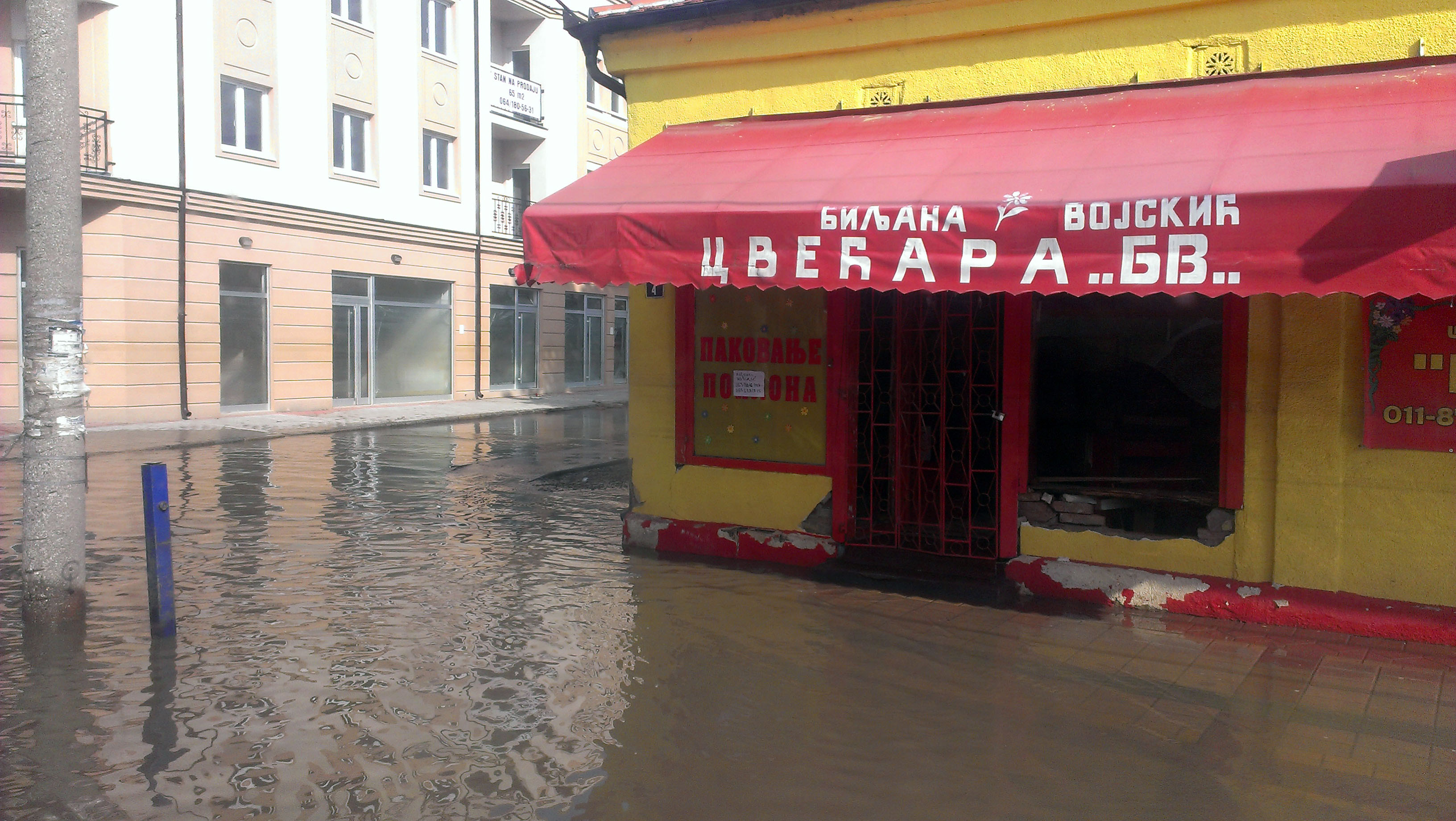
Найбільшу кількість жертв та збитків під час повені зазнав Обреноваць

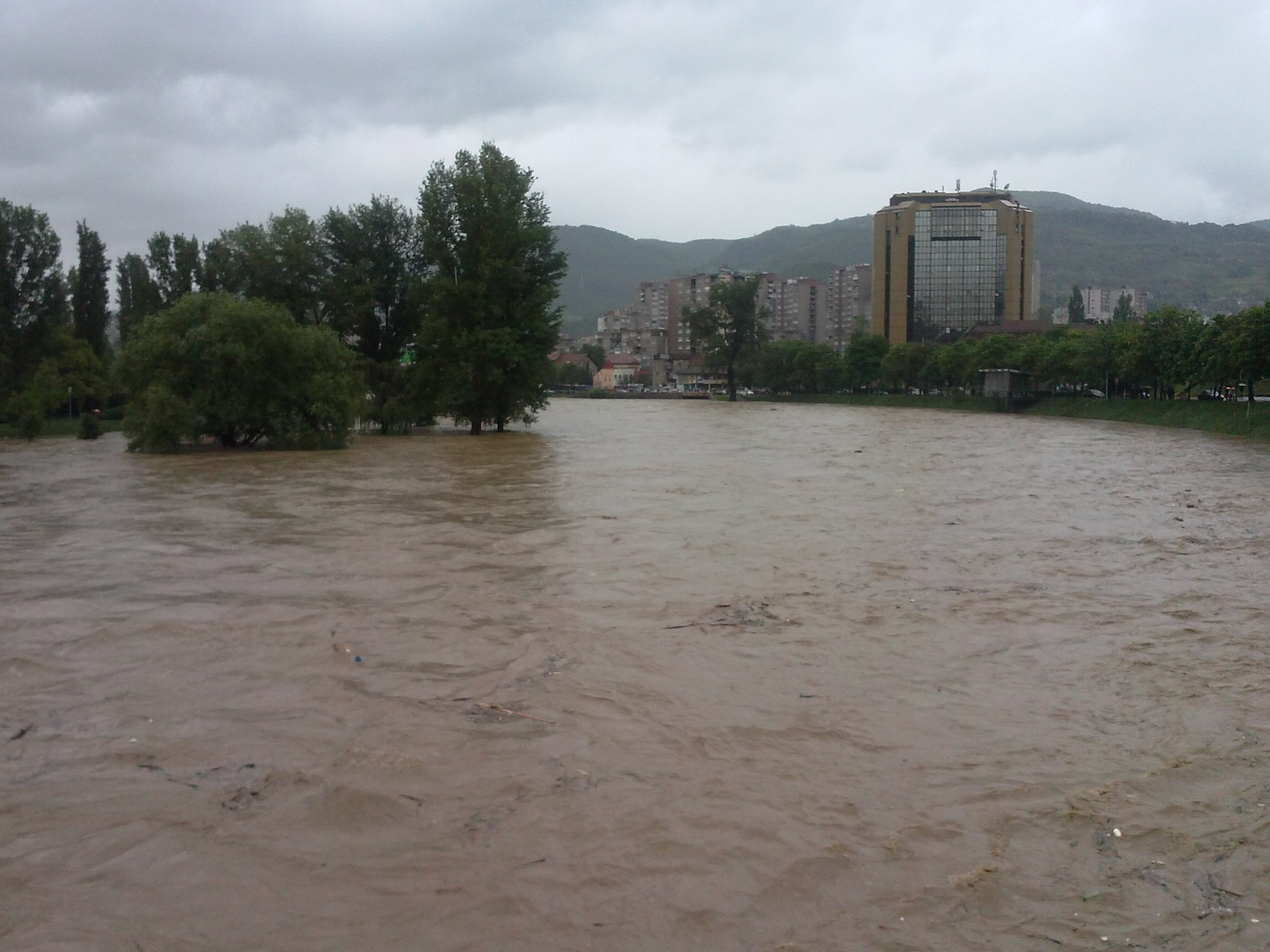
Повінь у Зениці, 15 травня 2014

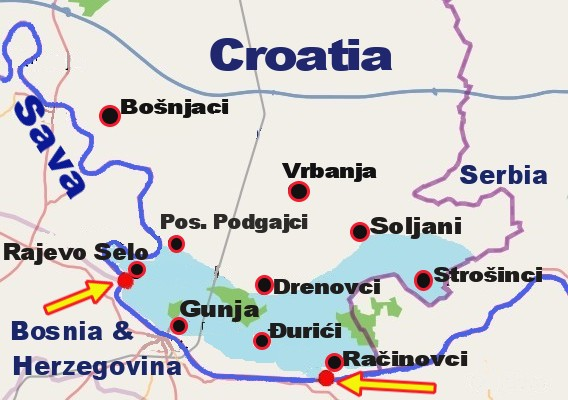
Повені в Хорватії: червоні крапки вказують на прорвані дамби

Найбільш сильно постраждала Сербія: кілька великих міст у її центральній частині було повністю затоплено, а в гірських районах відбулися зсуви. Також до критичної міри було затоплено Боснію і Герцеговину, особливо її складову частину — Республіку Сербську. Крім того, зазнали повені та людських жертв Східна Хорватія і Південна Румунія, а Австрія, Болгарія, Угорщина, Італія, Польща та Словаччина пережили бурю.